# Daniel Abraham
Œuvres principales
- Série Les Cités de lumière
- Série The Expanse

Daniel Abraham, né le 14 novembre 1969 à Albuquerque au Nouveau-Mexique, est un auteur américain de science-fiction et de fantasy, vivant à Albuquerque au Nouveau-Mexique. Il se sert parfois des pseudonymes M. L. N. Hanover, Daniel Hanover et James S. A. Corey, ce dernier désignant des œuvres écrites en collaboration avec Ty Franck.

## Œuvres

### SérieLes Cités de lumière
1. La Saison de l'ombre, Fleuve noir, 2009 ((en) A Shadow in Summer, 2006)
2. La Saison des traîtres, Fleuve noir, 2010 ((en) A Betrayal in Winter, 2007)
3. La Saison de la guerre, Fleuve noir, 2011 ((en) An Autumn War, 2008)
4. La Saison de la paix, Fleuve noir, 2011 ((en) The Price of Spring, 2009)

### SérieLa Dague et la Fortune
Cette série est publiée en France sous le pseudonyme de Daniel Hanover.
1. La Voie du dragon, Fleuve noir, 2013 ((en) The Dragon's Path, 2009)
2. Le Sang du roi, Fleuve, 2014 ((en) The King's Blood, 2012)
3. La Loi du tyran, Fleuve, 2015 ((en) The Tyrant's Law, 2013)
4. (en) The Widow's House, 2014
5. (en) The Spider's War, 2015

### SérieLa Fille du soleil noir
Cette série est publiée sous le pseudonyme de M. L. N. Hanover.
1. Esprits impurs, Milady, 2012 ((en) Unclean Spirits, 2008)
2. Anges noirs, Milady, 2012 ((en) Darker Angels, 2009)
3. Rêves impies, Milady, 2012 ((en) Vicious Grace, 2010)
4. (en) Killing Rites, 2011
5. (en) Graveyard Child, 2013

### SérieThe Expanse
La série The Expanse est publiée sous le pseudonyme de James S. A. Corey qui regroupe les auteurs Daniel Abraham et Ty Franck.
1. L'Éveil du Léviathan, Actes Sud, coll. « Exofictions », 2014 ((en) Leviathan Wakes, 2011), trad. Thierry Arson, 624 p.  (ISBN 978-2-330-03311-8)
2. La Guerre de Caliban, Actes Sud, coll. « Exofictions », 2015 ((en) Caliban's War, 2012), trad. Thierry Arson, 620 p.  (ISBN 978-2-330-05100-6)
3. La Porte d'Abaddon, Actes Sud, coll. « Exofictions », 2016 ((en) Abaddon's Gate, 2013), trad. Thierry Arson, 592 p.  (ISBN 978-2-330-06422-8)Prix Locus du meilleur roman de science-fiction 2014
4. Les Feux de Cibola, Actes Sud, coll. « Exofictions », 2017 ((en) Cibola Burn, 2014), trad. Thierry Arson, 624 p.  (ISBN 978-2-330-07903-1)
5. Les Jeux de Némésis, Actes Sud, coll. « Exofictions », 2018 ((en) Nemesis Games, 2015), trad. Yannis Urano, 608 p.  (ISBN 978-2-330-10417-7)
6. Les Cendres de Babylone, Actes Sud, coll. « Exofictions », 2019 ((en) Babylon's Ashes, 2016), trad. Yannis Urano, 608 p.  (ISBN 978-2-330-11901-0)
7. Le Soulèvement de Persépolis, Actes Sud, coll. « Exofictions », 2019 ((en) Persepolis Rising, 2017), trad. Yannis Urano, 608 p.  (ISBN 978-2-330-12845-6)
8. La Colère de Tiamat, Actes Sud, coll. « Exofictions », 2021 ((en) Tiamat's Wrath, 2019), trad. Yannis Urano, 576 p.  (ISBN 978-2-330-14475-3)
9. La Chute du Léviathan, Actes Sud, coll. « Exofictions », 2022 ((en) Leviathan Falls, 2021), trad. Yannis Urano, 560 p.  (ISBN 978-2-330-16626-7)
10. La Légion des souvenirs, Actes Sud, coll. « Exofictions », 2023 ((en) Memory's Legion: The Complete Expanse Story Collection, 2022), trad. Yannis Urano, 480 p.  (ISBN 978-2-330-17966-3)

### SérieLa Guerre des captifs
La série La Guerre des captifs est publiée sous le pseudonyme de James S. A. Corey qui regroupe les auteurs Daniel Abraham et Ty Franck.
1. La Clémence des dieux, Actes Sud, coll. « Exofictions », 2025 ((en) The Mercy of Gods, 2024), trad. Yannis Urano, 416 p.  (ISBN 978-2-330-20640-6)

### SérieThe Kithamar Trilogy
1. (en) Age of Ash, 2022
2. (en) Blade of Dream, 2023

### UniversStar Wars

#### SérieEmpire and Rebellion
Ce roman est publié sous le pseudonyme de James S. A. Corey qui regroupe les auteurs Daniel Abraham et Ty Franck.
Le premier tome de cette série a été écrit par Martha Wells.
1. (en) Honor Among Thieves, 2014

### SérieWild Cards
1. (en) Deuces Down, 2002Anthologie de nouvelles écrites avec Michael Cassutt, Stephen Leigh, John J. Miller, Kevin Andrew Murphy (en), Walton Simons (en) et Melinda Snodgrass
2. (en) Inside Straight, 2008Anthologie de nouvelles écrites avec Michael Cassutt, Stephen Leigh, George R. R. Martin, John J. Miller, Melinda Snodgrass, Caroline Spector, Ian Tregillis et Carrie Vaughn
3. (en) Suicide Kings, 2009Roman coécrit avec Stephen Leigh, Victor Milán, Melinda Snodgrass, Caroline Spector et Ian Tregillis
4. (en) Full House, 2022Anthologie de nouvelles écrites avec Paul Cornell, Marko Kloos (en), Stephen Leigh, David D. Levine, Victor Milán, Melinda Snodgrass, Caroline Spector, Carrie Vaughn et Walter Jon Williams

### Roman indépendant
- Le Chasseur et son ombre, Bragelonne, 2008 ((en) Hunter's Run, 2007)Écrit avec George R. R. Martin et Gardner R. Dozois. Réédité aux éditions Gallimard, collection Folio SF, en 2013

### Nouvelles indépendantes
- (en) Mixing Rebecca, 1996Publiée dans The Silver Web
- (en) Veritas, 1998Publiée dans Absolute Magnitude
- (en) Jaycee, 1999Publiée dans Asimov's Science Fiction
- (en) Chimera 8, 2000Publiée dans l'anthologie Vanishing Acts
- (en) Tauromachia, 2000Écrit avec Walter Jon Williams, Sage Walker (en) et Michaela Roessner. Publiée dans Asimov's Science Fiction
- (en) As Sweet, 2001Publiée dans Realms of Fantasy
- (en) Exclusion, 2001Publiée dans Asimov's Science Fiction
- (en) A Good Move in Design Space, 2001Publiée dans l'anthologie Bones of the World
- (en) The Lesson Half Learned, 2001Publiée dans Asimov's Science Fiction
- (en) Gandhi Box, 2002Publiée dans Asimov's Science Fiction
- (en) The Apocrypha According to Cleveland, 2002Publiée dans The Silver Web
- (en) Ghost Chocolate, 2002Publiée dans Asimov's Science Fiction
- (en) The Mechanism of Grace, 2002Publiée dans The Infinite Matrix
- (en) Father Henry's Little Miracle, 2002Publiée dans l'anthologie Wild Cards: Deuces Down
- (en) The Bird of Paradise, 2003Écrit avec Susan Fry (en). Publiée dans Asimov's Science Fiction
- (en) Pagliacci's Divorce, 2003Publiée dans The Magazine of Fantasy & Science Fiction
- (en) An Amicable Divorce, 2003Publiée dans l'anthologie The Dark
- (en) Shadow Twin, 2004Écrit avec Gardner R. Dozois et George R. R. Martin. Publiée dans Scifi.com
- (en) Leviathan Wept, 2004Publiée dans Scifi.com[1]
- (en) Flat Diane, 2004Publiée dans The Magazine of Fantasy & Science Fiction
- (en) The Cambist and Lord Iron: A Fairytale of Economics, 2007Publiée dans Logorrhea
- Le Sens de l'amour, 2018 ((en) The Meaning of Love, 2014)Publiée dans l'anthologie Vauriens, Pygmalion